# Arras Football Association
O Arras Football Association é um clube de futebol com sede em Paris, França. A equipe compete no Championnat de France Amateur.

## História
O clube foi fundado em 1901.